# SABIN
Das Verwaltungssystem für den Inlandsverkehr (französisch le système d'administration du trafic intérieur; niederländisch systeem voor de administratie binnenlands verkeer, Abk.: SABIN) ist das Fahrkartenverkaufssystem der Nationalen Gesellschaft der Belgischen Eisenbahnen (SNCB) für inländische Zugfahrten in Belgien. Es wurde im Zeitraum 1991–1992 von Digital Equipment Belgien für die belgischen Eisenbahnen entwickelt. Das Ticket-Office-System existiert neben dem Online-System (Internet und App) und den Ticket-Automaten. Es ist nicht klar, ob und wie die drei Systeme in Zukunft integriert werden können.
SABIN wurde am 8. Dezember 1992 geliefert, als die erste Zugfahrkarte damit am Leopold-Bahnhof in Brüssel verkauft wurde. Es ersetzte ein kleineres Prodata-Ticketverkaufssystem, das wiederum das Bleiplattensystem in den 1980er Jahren ablöste. Es lief ursprünglich auf VAX/VMS, mit einem zentralen VAX-Cluster und entfernten MicroVAX-Client-Systemen. Später wurde es auf OpenVMS auf Itanium migriert.
Das zentrale System koordiniert die Tarife und die Topologie des Zugnetzes mit allen Entfernungen zwischen allen Bahnhöfen. Diese Referenzdaten werden den verschiedenen Verkaufsstellen zur Verfügung gestellt. Jeder Bahnhof verfügt über ein lokales Client-System, das die meisten Operationen unabhängig voneinander ausführen kann. Im Jahr 2009 wurde das System auf Lisa ausgedehnt. Wo es keinen Bahnhof gibt, gibt es nur Fahrkartenautomaten, oder der Reisende kann ein elektronisches Ticket über die App oder über die Website kaufen.
Das System ist aufgrund der Vielzahl von Tarifformeln und der zahlreichen Ermäßigungen, die Reisende erhalten können, Gruppenreisen oder Kombikarten mit Museen, Zoos oder anderen Veranstaltungen, recht komplex. Für den Kunden gibt es eine Verbesserung des Service: Zugfahrkarten werden sofort statt nach einer Wartezeit von vier Tagen geliefert. Fehler des Personals werden durch die automatische Überprüfung der Gültigkeit der Route und der Reisezeit vermieden. Die Fahrkarten haben ein einheitliches Format (ATB, automatisches Ticketing und Boarding). Die Transaktionen werden der Buchhaltung gemeldet und dienen auch der statistischen Analyse und Prüfung.
Das System wurde von etwa 30 Ingenieuren, Analytikern und Programmierern entwickelt. Die Plattform läuft auf TDMS und DECnet. Die Datenbank ist VAX/Rdb. Als Entwicklungswerkzeuge werden VAXset, Pascal und COBOL verwendet. VAX/Document, basierend auf TeX, wird zur Dokumentation verwendet. Die Anfangsinvestition belief sich auf 686 Millionen BEF, einschließlich Infrastruktur, Software-Entwicklung und Implementierung. Es wurde in 258 Stationen installiert.